# کیوآ
کیوآ یا عسل‌خوار کیوآ (نام علمی: Chaetoptila angustipluma) یک پرنده بومی هاوایی بود که در میانهٔ سدهٔ نوزدهم منقرض شد.

## نگارخانه

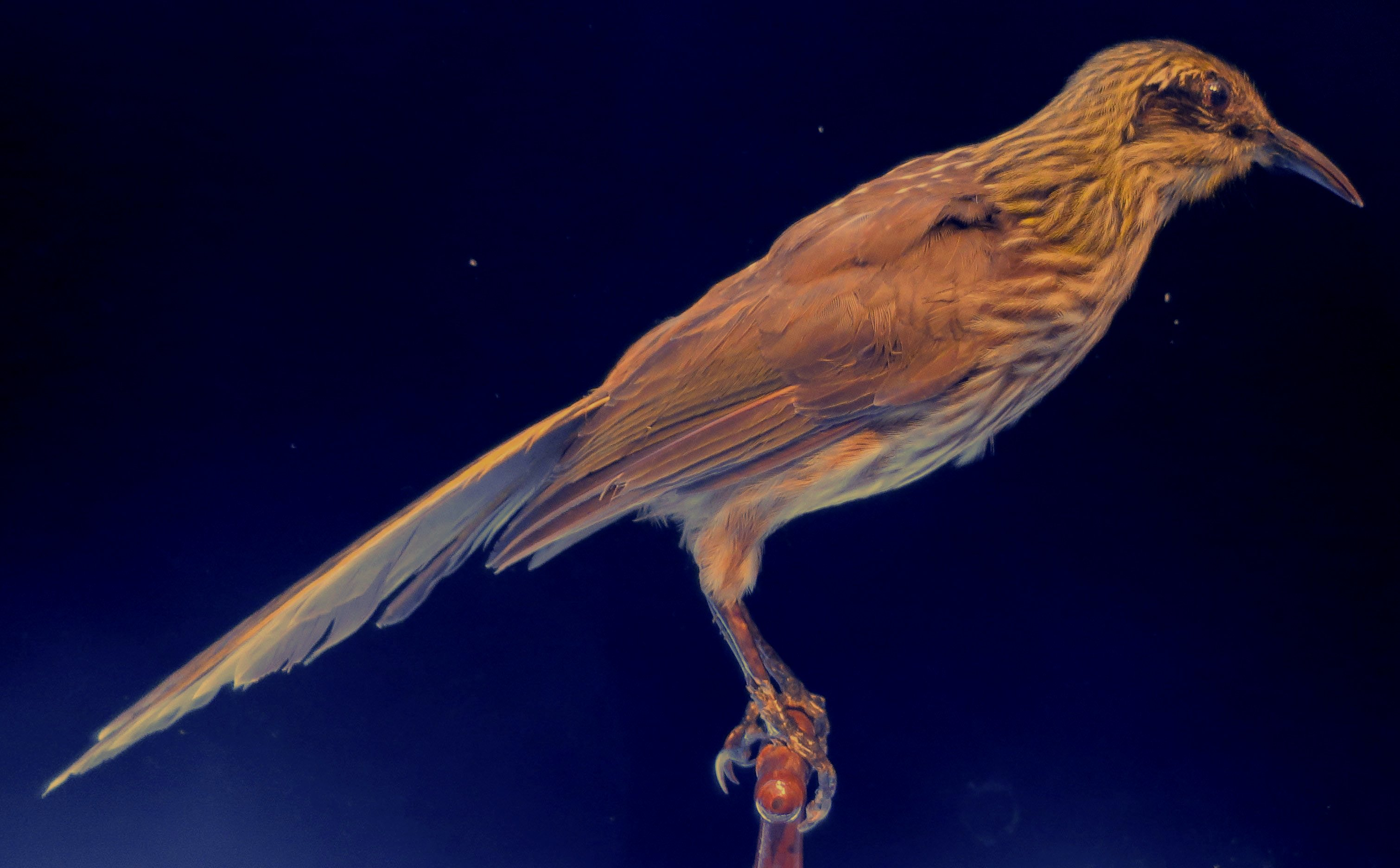
نمونه پرشده
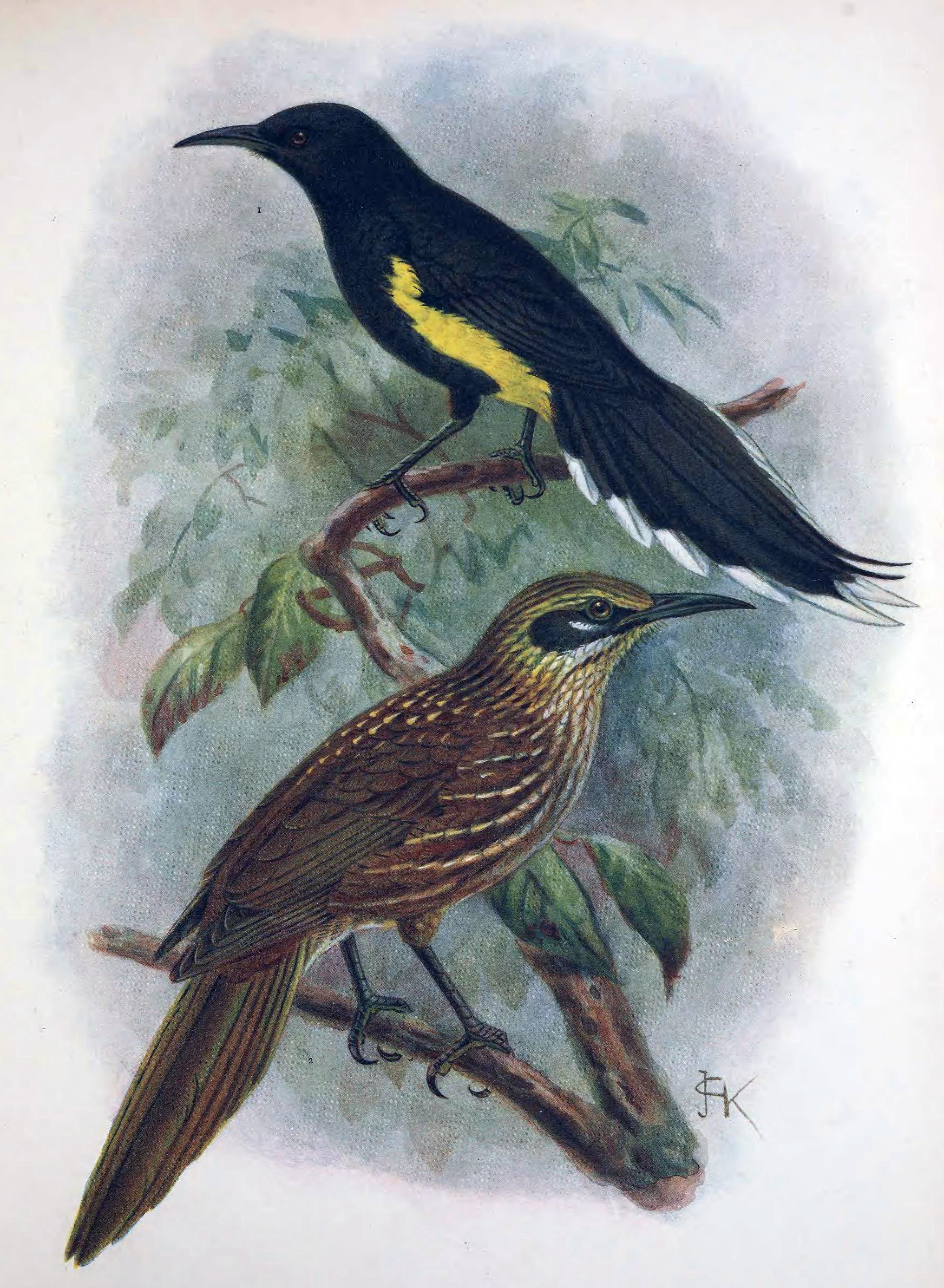
Moho apicalis و Chaetoptila angustipluma